# Dément
Pour les articles homonymes, voir Alone in the Dark.
Pour plus de détails, voir Fiche technique et Distribution.
Dément (Alone in the Dark) est un film d'horreur américain écrit et réalisé par Jack Sholder, sorti en 1982.

## Synopsis
Le docteur Dan Potter est un psychologue qui vient d'obtenir un emploi dans l'hôpital psychiatrique de Leo Bain. Un des employés explique à Potter que quatre criminels internés, jugés dangereux, sont persuadés qu'il a tué leur ancien docteur, Harry Merton, pour lui prendre sa place. Potter fait connaissance avec eux : le paranoïaque Frank Hawkes, le pyromane Byron "Preacher" Sutcliff, le pédophile obèse Ronald Ester et le maniaque  John "The Bleeder" Skagg.
Lorsqu'une panne d'électricité survient dans la ville, les quatre patients en profitent pour s'évader. Ils réussissent à trouver l'adresse de Dan et se dirigent vers sa maison pour venger la prétendue mort de Merton, qui travaille désormais dans un autre asile. Imprévisibles et assoiffés de vengeance, ils pénètrent chez les Potter pour les terroriser et peut-être les tuer. Potter, sa sœur Toni, sa femme Nell et leur petite Lyla sont à la merci de ces quatre fous furieux...

## Fiche technique
- Titre original : Alone in the Dark
- Titre français : Dément
- Réalisation et scénario : Jack Sholder
- Direction artistique : Henry Shrady
- Costumes : Alexandra De Marande
- Montage : Arline Garson
- Musique : Renato Serio
- Photographie : Joseph Mangine
- Production : Robert Shaye, Sara Risher et Benni Korzen
- Sociétés de production : Masada Productions
- Société de distribution : New Line Cinema
- Pays de production : États-Unis
- Format : couleur - 1,85:1 - Dolby - 35 mm
- Genre : Horreur et thriller
- Durée : 92 minutes
- Dates de sortie : 
  - États-Unis : 12 novembre 1982
  - France : 30 novembre 1983
  - Classification :
- États-Unis : R
- France : interdit aux moins de 16 ans lors de sa sortie

## Distribution
- Dwight Schultz : Dr. Dan Potter
- Martin Landau (VF : Jacques Thébault) : Byron 'Preacher' Sutcliff
- Jack Palance (VF : Jacques Berthier) : Frank Hawkes
- Donald Pleasence (VF : Henri Labussière) : Dr. Leo Bain
- Deborah Hedwall (VF : Martine Messager) : Nell Potter
- Lee Taylor-Allan (VF : Nadine Delanoë) : Toni Potter
- Phillip Clark (VF : Hervé Jolly) : Tom Smith / John Skaggs
- Erland van Lidth : Ronald 'Fatty' Elster
- Elizabeth Ward (VF : Séverine Morisot) : Lyla Potter
- Brent Jennings : Ray Curtis
- Frederick Coffin : Jim Gable
- Gordon Watkins (VF : Pierre Garin) : Le détective Burnett
- Carol Levy (VF : Monique Thierry) : Bunky
- Keith Reddin (VF : Franck Baugin) : Billy
- Annie Korzen (VF : Laure Santana) : Marissa Hall
- Lin Shaye : La réceptionniste

## Autour du film
- Le tournage s'est déroulé à Newark, dans le New Jersey.
- Tish et Snooky, les membres du groupe punk The Sic Fucks, font une petite apparition dans le film.
- Dans la première mouture du scénario, l'action devait initialement se situer à New York, et plus précisément dans le quartier de Little Italy. Les quatre psychopathes devaient y commettre de nombreux méfaits, mettant en colère la mafia locale et finissant dans une vendetta sanglante. Pour des raisons budgétaires, le scénario fut réécrit pour se situer dans une petite bourgade américaine, plus simple en termes de logistique de production[1].
- Le quatrième tueur du film a beau arborer un masque de hockey comme le célèbre Jason de la saga Vendredi 13, il ne s'agit que d'une coïncidence. Dément est sorti en salle quelques mois après Meurtres en 3 dimensions (troisième opus de la série et premier avec Jason et son masque), mais la production du film fut terminée bien avant.

## Bande originale
- Chop Up Your Mother, interprété par The Sic Fucks
- Rock Or Die, interprété par The Sic Fucks
- Take Me To The Bridge, interprété par The Sic Fucks
- Insects Rule My World, interprété par The Sic Fucks

## Récompenses
- Prix de la meilleure actrice pour Elizabeth Ward, lors du Festival international du film de Catalogne en 1983.